# Diego Casanueva
Diego Antonio Casanueva Charlín (Santiago, 27 de octubre de 1979) es un actor chileno.

## Biografía
Diego Casanueva estudió en el Colegio de los Sagrados Corazones de Manquehue hasta III° Medio, terminando sus estudios posteriormente en el Colegio San Benito de su ciudad natal. Posteriormente, ingresó a la Pontificia Universidad Católica de Chile a estudiar ingeniería comercial, pero al poco tiempo descubrió su vocación por el teatro, cambiándose a dicha facultad de la misma casa de estudios.
Tras terminar su carrera, Diego Casanueva emigró a Nueva York, donde vivió por tres años trabajando en modelaje y fotografía. Al regresar, fue recibido por el actor Luciano Cruz-Coke, quien le permitió realizar un rol en la película Se arrienda.
En el año 2006, Casanueva debutó en televisión con la novela Cómplices de TVN como Marco Mardones, el rebelde e inmaduro hijo de Gonzalo Mardones (Mauricio Pesutic) y Rita Cifuentes (Amparo Noguera). Al año siguiente, interpretó a Roberto Ceballos en Corazón de María del mismo canal.
Sin embargo, su principal trabajo sería durante la serie Héroes producida por Canal 13. Allí interpretó al prócer de la independencia, José Miguel Carrera, protagonizando el segundo episodio de la saga "Carrera, el príncipe de los caminos" y una menor aparición en "Rodríguez, el hijo de la rebeldía".
Casanueva también ha trabajado en la obra de teatro Querer, escrita por Diego Muñoz y protagonizada por la actriz Javiera Díaz de Valdés.

## Filmografìa

### Cine
| Año  | Película                    | Personaje        |
| ---- | --------------------------- | ---------------- |
| 2005 | Se arrienda                 | Pancho Santander |
| 2008 | Divine, la película         | Andrés Martínez  |
| 2009 | Teresa                      | Vicente Huidobro |
| 2010 | Drama                       | El Príncipe      |
| 2010 | Odio tu sonrisa en silencio | Gonzalo          |
| 2010 | Gatos viejos                | Chico abeja      |
| 2011 | Quiero entrar               |                  |
| 2013 | Zohe                        | Comander         |
| 2015 | Sendero                     | Alfredo          |
| 2016 | Amapola Roja                | Derek Schultz    |
| 2017 | Silencio                    | Andrés           |
| 2018 | American Huaso              |                  |
| 2019 | Mujeres arriba              | Ignacio          |

### Televisión

#### Telenovelas
| Año  | Teleserie        | Personaje        | Canal       |
| ---- | ---------------- | ---------------- | ----------- |
| 2006 | Cómplices        | Marco Mardones   | TVN         |
| 2007 | Corazón de María | Roberto Ceballos | TVN         |
| 2008 | Mala Conducta    | Pedro Bello      | Chilevisión |
| 2011 | Peleles          | Adrián Fonseca   | Canal 13    |

#### Series y unitarios
| Año       | Serie o unitario                                                                                    | Personaje           | Canal       |
| --------- | --------------------------------------------------------------------------------------------------- | ------------------- | ----------- |
| 2007      | Héroes (episodio "Carrera, el príncipe de los caminos") (episodio "Rodríguez, hijo de la rebeldía") | José Miguel Carrera | Canal 13    |
| 2008      | Gen Mishima                                                                                         | Víctor "Rolo" Ruíz  | TVN         |
| 2008      | Paz, una historia de pasión                                                                         | Elías Almendros     | TVN         |
| 2010      | Adiós al Séptimo de Línea                                                                           | José María Pinto    | Mega        |
| 2010-2012 | Los 80                                                                                              | Gonzalo             | Canal 13    |
| 2013      | Diario de mi residencia en Chile: María Graham                                                      | Dr. Craig           | Chilevisión |
| 2013      | Chico reality                                                                                       | Mateo Palma         | Mega        |

## Teatro
| Año  | Obra teatral      | Director           | Personaje               |
| ---- | ----------------- | ------------------ | ----------------------- |
| 2002 | Relato del mar    | Francisco Albornoz | Romeo                   |
| 2007 | El Rana           | Mauricio Pesutic   |                         |
| 2008 | Antígona          | Francisco Albornoz | Creonte                 |
| 2008 | Norte             | Víctor Carrasco    | El hombre que se fue    |
| 2008 | César             | Alejandro Trejo    | Julio César             |
| 2009 | Las tres hermanas | Víctor Carrasco    | Barón Nikolai Tuzenbach |
| 2011 | Querer            | Diego Muñoz        | Escritor                |
| 2012 | Agosto            | Tomás Vidiella     | Carlitos                |

## Videos musicales
| Año  | Título         | Artista            | Director     |
| ---- | -------------- | ------------------ | ------------ |
| 2016 | Tormenta Lunar | Francisco González | Jorge Olguín |